# Cratere Philolaus
Philolaus è un cratere lunare di 71,44 km situato nella parte nord-occidentale della faccia visibile della Luna.
Prende il nome dall'omonimo matematico greco antico.